# Борислав Сертов
Борислав Владимиров Сертов е български офицер, бригаден генерал.

## Биография
Роден е на 9 ноември 1966 г. в Пловдив. През 1988 г. завършва Висшето военно училище във Велико Търново. Започва да служи като заместник-командир на мотострелкова рота в Харманли. От 1989 г. е командир на мотострелкова рота в Чирпан. През 1993 г. е назначен като началник на Военнополицейска група в Чирпан. От 1999 г. е старши-помощник по оперативната дейност към отдел „Оперативно-издирвателна дейност“ в Управление „Военна полиция“. През 1999 г. завършва магистратура във Военната академия в София. От 2000 до 2001 г. е началник на сектор „Информационно осигуряване“ в Регионална служба „Сигурност – ВП и ВКР“, а от 2001 главен инспектор в отдел „Криминален“ в Ръководството на служба „Сигурност – ВП и ВКР“. От 2008 до 2013 е заместник-директор на Служба „Военна полиция“. През 2010 г. завършва магистратура в Национален университет по отбрана на САЩ във Вашингтон, а през 2013 г. друга магистратура в Югозападния университет в Благоевград. На 5 септември 2013 г. е назначен за директор на служба „Военна полиция“, считано от 1 октомври 2013 г. На 28 април 2014 г. е удостоен с висше офицерско звание бригаден генерал. На 18 януари 2021 г. е освободен от длъжността директор на служба „Военна полиция“. С министерска заповед от 29 януари 2021 г., бригаден генерал Борислав Сертов сдава длъжността и се преназначава в специален щат на Министъра на отбраната.

## Военни звания
- Лейтенант (1988)
- Бригаден генерал (28 април 2014)